# Собор Даймёмати

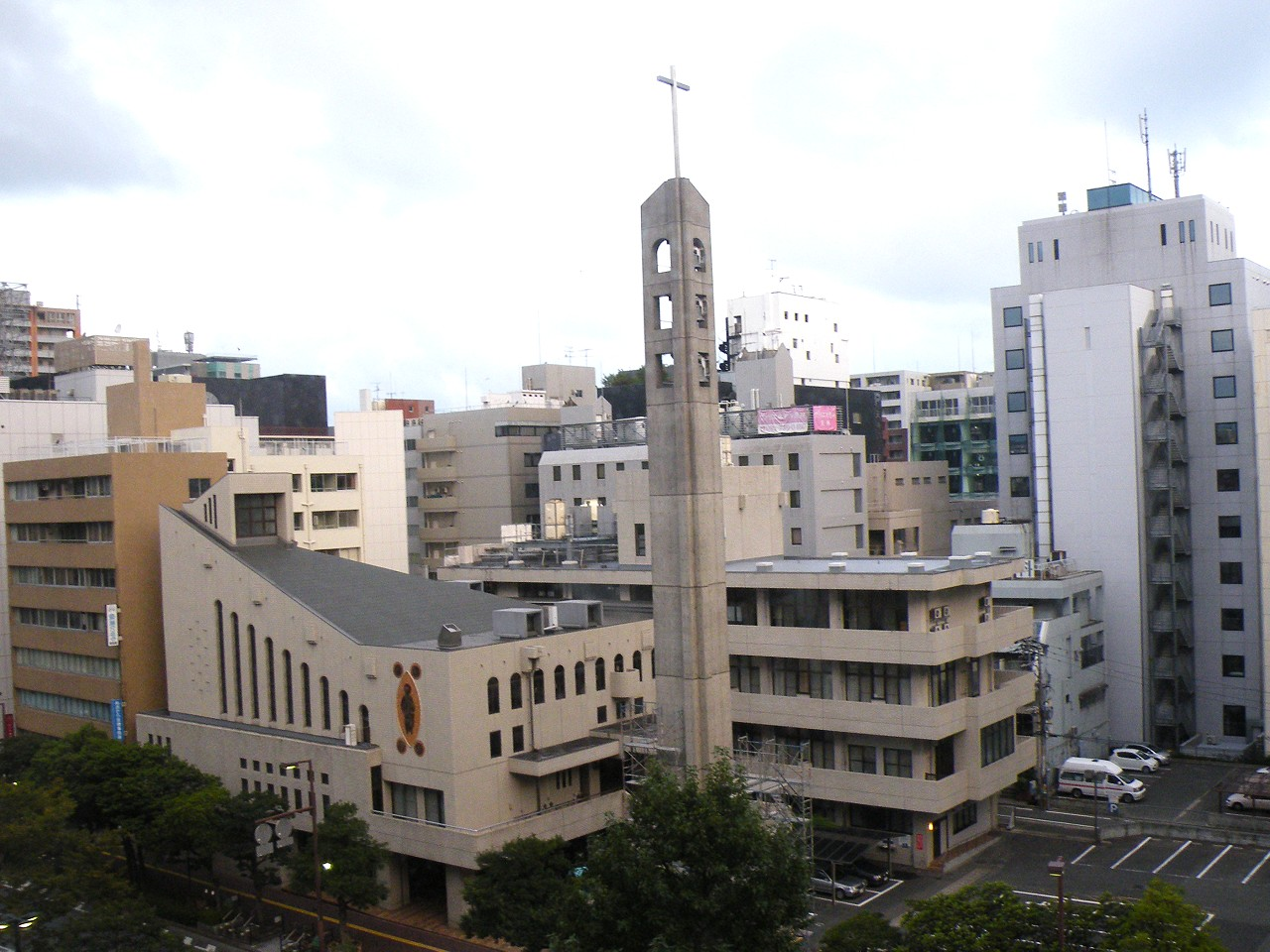
Собор Даймёмати в Фукуоке

Католический собор Даймёмати (яп. カトリック大名町教会 Каторикку Даймё:мати кё:кай), иное наименование — Собор Святого Франциска Ксаверия — католическая церковь, находящаяся в японском городе Фукуока. Церковь Даймёмати является кафедральным собором епархии Фукуоки.

## История
В 1896 году на месте современного храма была возведена небольшая деревянная церковь. В 1927 году Святым Престолом была образована епархия Фукуоки и этот храм стал кафедральным собором этой епархии. В 1938 году численность верующих прихода в Фукуоке значительно возросла, и возникла необходимость в расширении помещения храма. Церковь была перестроена и обложена красным кирпичом.
В 1984 году началась новая перестройка собора Даймёмати. В 1986 году храм был снесён и на его месте была построена современная церковь из железобетона. От старого храма сегодня только сохранился главный алтарь.